# AIK Fotbolls transferhistoria
AIK Fotbolls transferhistoria beskriver de spelarövergångar AIK har varit en del av genom tiderna.

## 2000-talet

### 2002
Under år 2002 hade AIK inte mindre än 3 stycken huvudtränare och en fjärde anslöt i början av 2003.

#### Inför säsongen
In:
- Peter Larsson, tränare

Ut:
- Olle Nordin, tränare

#### Under säsongen
In:
- Dusan Uhrin, tränare

Ut:
|  | Sverige | F | Patric Andersson (till IFK Göteborg) |

- Peter Larsson, tränare

### 2003

#### Inför säsongen
In:
|  | Sverige | A  | Arash Talebinejad |
|  | Sverige | MV | Håkan Svensson    |
|  | Sverige | F  | Fredrik Björck    |

- Richard Money, tränare

Ut:
|  | Sverige    | MV | Daniel Andersson (till Hibernian FC)   |
|  | Australien | F  | Luke Casserly (till Marconi Stallions) |
|  | Sverige    | MV | Frank Petterson (till Degerfors IF)    |

- Dusan Uhrin, tränare

Utlånade:
|  | Sverige | F | Jonas Forsberg (till Degerfors IF) |
|  | Sverige | F | Teddy Lucic (till Leeds United FC) |

#### Under säsongen
Under säsongen köptes Ghananen Derek Boateng in för 3,4 miljoner kronor och förväntades att vara en spelare som egentligen var för bra för Allsvenskan, men Boateng lyckades inte i AIK säsongen 2003.
In:
|  | Ghana | MF | Derek Boateng (från Panathinaikos) |

Ut:
|  | Sverige | A  | Andreas Alm (till IFK Norrköping)                 |
|  | Sverige | F  | Mattias Nylund (till GIF Sundsvall)               |
|  | Sverige | MF | Vyacheslav Jevtushenko (till Valsta/Syrianska IF) |
|  | Sverige | F  | Teddy Lucic (till TSV Bayer 04 Leverkusen)        |

### 2004

#### Inför säsongen
In:
|  | Sverige | A | Andreas Eriksson |
|  | Sverige | A | Göran Marklund   |

Ut:
|  | Sverige | MF | Stefan Ishizaki (från Genoa FC)     |
|  | Sverige | F  | Jonas Forsberg (till FC Café Opera) |

#### Under säsongen
In:
|  | Australien | A  | Nikola Mrdja (från Perth Glory) |
|  | Sverige    | MF | Stefan Ishizaki (från Genoa FC) |

- Patrick Englund, tränare
- Nebojsa Novakovic, assisterande tränare (från Väsby IK)

Ut:
- Richard Money, tränare

### 2005
Inför säsongen 2005, då AIK spelade i Superettan, gick det rykten om att Derek Boateng var på väg bort från klubben, detta på grund av en misslyckad tid i AIK. Han tränade med en massvis andra klubbar men det blev aldrig något kontrakt för en annan klubb och han stannade i AIK. Där blev han till slut ordinarie spelare och ansågs vara en av superettans bästa spelare. Inför säsongen kontrakterades bland annat tränaren Rikard Norling.
Under 2005 tränade även två brassar i laget, Michel Alves Carnero och Wilton Figueiredo. Ingen fick kontrakt i AIK, men den senare gick till GAIS och som inför 2006 gick till AIK.

#### Inför säsongen
In:
|  | Sverige | F  | Markus Karlsson (från FC Café Opera)   |
|  | Sverige | F  | Jonas Forsberg (från FC Café Opera)    |
|  | Sverige | F  | Joen Averstad (från Väsby IK)          |
|  | Sverige | A  | Kristian Haynes (från Trelleborgs FF)  |
|  | Sverige | MF | Gabriel Petrovic (från FC Café Opera)  |
|  | Sverige | MF | Dennis Östlundh (från Assyriska FF)    |
|  | Sverige | F  | Kristoffer Arvhage (från Ålborg BK)    |
|  | Sverige | MV | Kjell Jönsson (från FC Café Opera)     |
|  | Sverige | MF | Robert Åhman-Persson (från Bälinge IF) |
|  | Sverige | MF | Fredrik Ingel (från FC Café Opera)     |
|  | Sverige | MF | Nicklas Carlsson (från AGF Århus)      |

- Rikard Norling, tränare (från GIF Sundsvall)
- Thomas Lindholm, fystränare

Ut:
|  | Sverige | F  | Jimmy Tamandi (till Salernitana)           |
|  | Sverige | MV | Håkan Svensson (till Paralimni)            |
|  | Sverige | F  | Benjamin Kibebe (till Tromsø IL)           |
|  | Sverige | F  | Per Nilsson (till Odd Grenland)            |
|  | Norge   | MF | Pa Modou Kah (till Roda JC)                |
|  | Sverige | MF | Stefan Ishizaki (till Vålerenga IF)        |
|  | Sverige | MF | Martin Åslund (till Viborg FF)             |
|  | Sverige | MF | Krister Nordin (till Ekerö IK)             |
|  | Sverige | A  | Nikola Mrdja (till Central Coast Mariners) |

- Patrik Englund, tränare
- Peter Kisfaludy, sportchef

Utlånade:
|  | Sverige | F | Fredrik Björck (till Helsingborgs IF) |

#### Under säsongen
In:
|  | Sverige | F  | Jimmy Tamandi (från Potenza)       |
|  | Sverige | MV | Niklas Bergh (från IFK Eskilstuna) |

Ut:
|  | Sverige | A | Andreas Andersson (slutar) |

Utlånade:
|  | Sverige | F | Joen Averstad (till Enköpings SK) |

### 2006

#### Inför säsongen
AIK hade problem med vissa värvningar inför säsongen. Först stod det klart att Stefan Batan skulle gå till AIK efter en muntlig överenskommelse. Kort därefter skrev Batan på för Djurgårdens IF och en stor tvist startade. AIK valde dock att släppa Stefan Batan till DIF utan att gå till skiljedomsnämnden. Även Ali Gerba sades vara klar för AIK, men gick till IFK Göteborg.
In:
|  | Brasilien | A  | Wilton Figueiredo (från GAIS)         |
|  | Sverige   | F  | Johan Mjällby (från Levante UD)       |
|  | Norge     | A  | Bernt Hulsker (från Vålerenga IF)     |
|  | Sverige   | F  | Daniel Arnefjord (från Väsby United)  |
|  | England   | MF | Kenny Pavey (från Ljungskile SK)      |
|  | Sverige   | F  | Markus Jonsson (från Östers IF)       |
|  | Liberia   | MF | Dulee Johnson (från BK Häcken)        |
|  | Sverige   | F  | Robert Johansson (från Ljungskile SK) |
|  | Sverige   | A  | Nenad Lukic (från Vasalunds IF)       |

- Mikael Stahre, tränare (från U-laget)

Ut:
|  | Sverige | A  | Kristoffer Arvhage (till Ålborg BK)   |
|  | Sverige | F  | Fredrik Björck (till Helsingborgs IF) |
|  | Sverige | A  | Arash Talebinejad                     |
|  | Sverige | A  | Göran Marklund                        |
|  | Sverige | MV | Kjell Jönsson                         |
|  | Sverige | MF | Fredrik Ingel                         |
|  | Sverige | MF | Gabriel Petrovic                      |
|  | Sverige | F  | Joen Averstad                         |
|  | Sverige | A  | Andreas Eriksson                      |

#### Under säsongen
Den största förändringen för AIK:s del, ekonomiskt och kanske även sportsligt, var att Derek Boateng såldes under VM-uppehållet till israeliska Beitar Jerusalem FC. En av anledningarna till att han såldes kan ha varit bra spel under 2006 samt även för sina insatser med Ghanas landslag under VM 2006
In:
|  | Brasilien | A | Daniel Mendes (från Degerfors IF) |
|  | Brasilien | F | Márcio Saraiva                    |

Ut:
|  | Ghana   | MF | Derek Boateng (till Beitar Jerusalem FC) |
|  | Sverige | F  | Johan Mjällby (slutar)                   |
|  | Sverige | A  | Nenad Lukic                              |

### 2007

#### Inför säsongen
In:
|  | Sverige | F  | Patrik Karlsson (från Gefle IF)                |
|  | Sverige | A  | Alexander Gerndt (från Visby IF Gute)          |
|  | Sverige | MV | Niklas Westberg (från Väsby United)            |
|  | Norge   | F  | Per Verner Vågan Rønning (från Kongsvinger IL) |
|  | Jamaica | MF | Khari Stephenson (från GAIS)                   |

- Jens Andersson, assisterande tränare.

Ut:
|  | Brasilien | F  | Márcio Saraiva                      |
|  | Sverige   | MF | Mattias Moström (till Molde FK)     |
|  | Sverige   | F  | Markus Karlsson                     |
|  | Sverige   | MF | Dennis Östlundh (till Assyriska FF) |

- Mikael Stahre, assisterande tränare (från Väsby United)

Utlånade:
|  | Sverige | F  | Per Karlsson (till Åtvidabergs FF) |
|  | Sverige | A  | Admir Catovic (till Väsby United)  |
|  | Sverige | MV | Niklas Bergh (till Enköpings SK)   |
|  | Sverige | MF | Brwa Nouri (till Väsby United)     |

#### Under säsongen
Under säsongen sålde AIK backen Niklas Sandberg till CFR Cluj och förstärkte därmed med Nils-Eric Johansson från Leicester City FC. Även Wilton Figueiredo var förväntad att försvinna från klubben och man köpte in de två argentinarna Mauro Ivan Obolo och Lucas Valdemarín som båda gjorde succé. Senare lämnade också Wilton klubben för en klubb i Qatar. I övrigt var profilen låg, ytterligare tre spelare köptes in, varav två gick till Väsby United direkt, och tre spelare lämnade. Norrmannen Bernt Hulsker lånades ut till IK Start.
In:
|  | Sverige   | F  | Nils-Eric Johansson (från Leicester City FC) |
|  | Argentina | A  | Mauro Ivan Obolo (från Arsenal de Sarandí)   |
|  | Argentina | A  | Lucas Valdemarín (från Arsenal de Sarandí)   |
|  | Argentina | MF | Pablo Monsalvo (från Olimpo)                 |

In (till Väsby):

Följande spelare har AIK köpt, men som kommer att spela utlånade resten av höstsäsongen i samarbetsklubben Väsby United.
|  | Sverige   | MF | Kevin Walker (från Örebro SK) |
|  | Argentina | MF | Nicolas Escobar               |

Ut:
|  | Sverige   | F  | Niklas Sandberg (till CFR Cluj)       |
|  | Sverige   | MF | Robert Åhman-Persson (till Viborg FF) |
|  | Sverige   | A  | Kristian Haynes (till Trelleborgs FF) |
|  | Brasilien | A  | Wilton Figueiredo (till Al-Rayyan)    |

Utlånade:
|  | Norge | A | Bernt Hulsker (till IK Start) |

### 2010
In
|  | Sverige      | B  | Martin Lorentzson (från Assyriska FF)                                        |
|  | Sverige      | MF | Jacob Ericsson (från Carlstad United till AIK:s samarbetsklubb Väsby United) |
|  | Sverige      | B  | Niklas Backman (från Väsby United)                                           |
|  | Uruguay      | MF | Sebastian Eguren (från Villarreal FC)                                        |
|  | Sverige      | B  | Christoffer Eriksson (från Väsby United)                                     |
|  | Kanada       | MV | Kyriakos Stamatopoulos (från Tromsø IL)                                      |
|  | Kroatien     | MV | Ivan Turina (från NK Dinamo Zagreb)                                          |
|  | Kroatien     | A  | Goran Ljubojević (från NK Dinamo Zagreb)                                     |
|  | Island       | MF | Helgi Valur Danielsson (från Hansa Rostock)                                  |
|  | Sverige      | MF | Robert Åhman Persson (från Malmö FF)                                         |
|  | Sierra Leone | A  | Mohamed Bangura (från IFK Värnamo)                                           |

Ut
|  | Sverige       | MV | Daniel Örlund (till Rosenborgs BK)                 |
|  | Sverige       | B  | Markus Jonsson (till Panionios)                    |
|  | Argentina     | A  | Ivan Obolo (till Arsenal de Sarandi)               |
|  | Sverige       | A  | Mikael Thorstensson (till Assyriska FF)            |
|  | Nederländerna | B  | Jos Hooiveld (till Celtic FC)                      |
|  | Slovenien     | A  | Miran Burgic (till Wacker Innsbruck)               |
|  | Argentina     | MF | Jorge Ortiz (till Arsenal de Sarandi)              |
|  | Sverige       | MF | Bojan Djordjic (till Videoton FC Fehérvár)         |
|  | Sverige       | MF | Martin Kayongo-Mutumba (till Videoton FC Fehérvár) |
|  | Uruguay       | MF | Sebastian Eguren (till Villarreal FC)              |